# Olympische Sommerspiele 1976/Teilnehmer (Australien)
| Gelbes Symbol für Goldmedaillen mit stilisierten Olympischen Ringen | Graues Symbol für Silbermedaillen mit stilisierten Olympischen Ringen | Braundes Symbol für Bronzemedaillen mit stilisierten Olympischen Ringen |
| ------------------------------------------------------------------- | --------------------------------------------------------------------- | ----------------------------------------------------------------------- |
| —                                                                   | 1                                                                     | 4                                                                       |

Australien nahm an den Olympischen Sommerspielen 1976 in Montreal, Kanada, mit einer Delegation von 180 Sportlern (146 Männer und 34 Frauen) teil. Es war eines der schlechtesten Ergebnisse der Australier seit langer Zeit. Aufgrund dieses Abschneidens gründete der Premierminister Malcolm Fraser das Australian Institute of Sport.

## Medaillengewinner

### Silber
| Name(n) | Sportart | Wettkampf     |
| --- | -------- | ------------- |
| Robert Haigh, Richard Charlesworth, David Bell, Terry Walsh, Greg Browning, Wayne Hammond, Jim Irvine, Malcolm Poole, Robert Proctor, Ronald Riley, Trevor Smith, Douglas Golder, lan Cooke, Barry Dancer | Hockey   | Herrenturnier |

### Bronze
| Name(n)                                                        | Sportart  | Wettkampf                  |
| -------------------------------------------------------------- | --------- | -------------------------- |
| Mervyn Bennett, Denis Pigott, Wayne Roycroft und Bill Roycroft | Reiten    | Vielseitigkeit, Mannschaft |
| Stephen Holland                                                | Schwimmen | 1500 Meter Freistil        |
| John Bertrand                                                  | Segeln    | Finn-Dinghy                |
| Ian Ruff und Ian Brown                                         | Segeln    | 470er Klasse               |

## Teilnehmer nach Sportarten

### Basketball
- Herrenteam
8. Platz

- Kader
Andy Campbell
Andris Blicavs
Tony Barnett
Ed Palubinskas
Ian Watson
John Maddock
Michael Tucker
Perry Crosswhite
Peter Walsh
Ray Tomlinson
Robbie Cadee
Russell Simon

### Bogenschießen
- David Anear
Einzel: 13. Platz

- Terrence Reilly
Einzel: 26. Platz

- Carole Toy
Frauen, Einzel: 15. Platz

- Maureen Adams
Frauen, Einzel: 25. Platz

### Boxen
- Brian Tink
Bantamgewicht: 15. Platz

- Robert Dauer
Weltergewicht: 9. Platz

- Kerry Devlin
Halbmittelgewicht: 17. Platz

- Philip McElwaine
Mittelgewicht: 9. Platz

### Fechten
- Gregory Benko
Florett, Einzel: 6. Platz
Degen, Einzel: 27. Platz

- Ernest Simon
Florett, Einzel: 42. Platz

- Helen Smith
Frauen, Florett, Einzel: 17. Platz

### Gewichtheben
- Robert Kabbas
Mittelgewicht: 12. Platz

- Stephen Wyatt
Schwergewicht: Wettkampf nicht beendet

- Bob Edmond
Superschwergewicht: 7. Platz

### Hockey
- Herrenteam
Silber

- Kader
Robert Haigh
Ric Charlesworth
David Bell
Greg Browning
Ian Cooke
Douglas Golder
Wayne Hammond
Jim Irvine
Malcolm Poole
Robert Proctor
Ronald Riley
Trevor Smith
Terry Walsh
Barry Dancer
Graeme Reid

### Judo
- Warren Richards
Leichtgewicht: 18. Platz

- John Van Hoek
Halbmittelgewicht: 7. Platz

- Paul Buganey
Mittelgewicht: 7. Platz

### Kanu
- John Southwood
Zweier-Kajak, 500 Meter: 8. Platz
Zweier-Kajak, 1000 Meter: Halbfinale

- John Sumegi
Zweier-Kajak, 500 Meter: 8. Platz
Vierer-Kajak, 1000 Meter: Halbfinale

- Adrian Powell
Zweier-Kajak, 1000 Meter: Halbfinale

- Graham Gillies
Vierer-Kajak, 1000 Meter: Halbfinale

- Dennis Heussner
Vierer-Kajak, 1000 Meter: Halbfinale

- John Trail
Vierer-Kajak, 1000 Meter: Halbfinale

- Helen Jacobsohn
Frauen, Zweier-Kajak, 500 Meter: Viertelfinale

- Sue Whitebrook
Frauen, Zweier-Kajak, 500 Meter: Viertelfinale

### Leichtathletik
- Peter Fitzgerald
100 Meter: Vorläufe
200 Meter: Halbfinale

- Rick Mitchell
200 Meter: Vorläufe
400 Meter: 6. Platz
4 × 400 Meter: Vorläufe

- Peter Grant
400 Meter: Viertelfinale
400 Meter Hürden: Vorläufe
4 × 400 Meter: Vorläufe

- Graham Crouch
1500 Meter: 8. Platz

- Chris Wardlaw
10.000 Meter: 12. Platz
Marathon: 35. Platz

- David Fitzsimons
10.000 Meter: 14. Platz

- David Chettle
Marathon: DNF

- Ross Haywood
Marathon: DNF
20 Kilometer Gehen: 12. Platz

- Warren Parr
110 Meter Hürden: Halbfinale

- Max Binnington
110 Meter Hürden: Vorläufe
4 × 400 Meter: Vorläufe

- Don Hanly
400 Meter Hürden: Vorläufe
4 × 400 Meter: Vorläufe

- Peter Larkins
3000 Meter Hindernis: Vorläufe

- Donald Baird
Stabhochsprung: 12. Platz

- Ray Boyd
Stabhochsprung: 21. Platz in der Qualifikation

- Chris Commons
Weitsprung: 24. Platz in der Qualifikation

- Peter Farmer
Hammerwurf: 12. Platz

- Raelene Boyle
Frauen, 100 Meter: 4. Platz
Frauen, 200 Meter: Halbfinale
Frauen, 4 × 100 Meter: 5. Platz

- Debbie Wells
Frauen, 100 Meter: Viertelfinale
Frauen, 200 Meter: Viertelfinale
Frauen, 4 × 100 Meter: 5. Platz
Frauen, 4 × 400 Meter: 4. Platz

- Denise Robertson
Frauen, 100 Meter: Viertelfinale
Frauen, 200 Meter: 7. Platz
Frauen, 4 × 100 Meter: 5. Platz

- Bethanie Nail
Frauen, 400 Meter: Halbfinale
Frauen, 4 × 400 Meter: 4. Platz

- Verna Burnard
Frauen, 400 Meter: Halbfinale

- Judy Canty
Frauen, 400 Meter: Viertelfinale
Frauen, 4 × 400 Meter: 4. Platz

- Judy Pollock
Frauen, 800 Meter: Halbfinale
Frauen, 1500 Meter: Vorläufe

- Charlene Rendina
Frauen, 800 Meter: Halbfinale
Frauen, 4 × 400 Meter: 4. Platz

- Dorothy Dell
Frauen, 400 Meter Hürden: Vorläufe

- Barbara Wilson
Frauen, 4 × 100 Meter: 5. Platz

- Christine Hunt
Frauen, Speerwurf: In der Qualifikation ausgeschieden

### Moderner Fünfkampf
- Peter Ridgway
Einzel: 42. Platz

- Peter Macken
Einzel: 44. Platz

### Radsport
- Clyde Sefton
Straßenrennen: 28. Platz
100 Kilometer Mannschaftszeitfahren: 9. Platz

- Remo Sansonetti
Straßenrennen: 34. Platz
100 Kilometer Mannschaftszeitfahren: 9. Platz

- Alan Goodrope
Straßenrennen: Rennen nicht beendet

- Peter Kesting
Straßenrennen: Rennen nicht beendet

- Ian Chandler
100 Kilometer Mannschaftszeitfahren: 9. Platz

- Salvatore Sansonetti
100 Kilometer Mannschaftszeitfahren: 9. Platz

- Ronald Boyle
Sprint: 2. Runde

- Stephen Goodall
1000 Meter Zeitfahren: 12. Platz
4000 Meter Mannschaftsverfolgung: 12. Platz in der Qualifikation

- Garry Sutton
4000 Meter Einzelverfolgung: 6. Platz

- Kevin Nichols
4000 Meter Mannschaftsverfolgung: 12. Platz in der Qualifikation

- Geoff Skaines
4000 Meter Mannschaftsverfolgung: 12. Platz in der Qualifikation

- John Thorsen
4000 Meter Mannschaftsverfolgung: 12. Platz in der Qualifikation

### Reiten
- Guy Creighton
Springreiten, Einzel: 5. Platz
Springreiten, Mannschaft: 9. Platz

- Kevin Bacon
Springreiten, Einzel: 37. Platz
Springreiten, Mannschaft: 9. Platz

- Barry Roycroft
Springreiten, Einzel: ausgeschieden
Springreiten, Mannschaft: 9. Platz

- Wayne Roycroft
Vielseitigkeit, Einzel: 5. Platz
Vielseitigkeit, Mannschaft: Bronze

- Mervyn Bennett
Vielseitigkeit, Einzel: 12. Platz
Vielseitigkeit, Mannschaft: Bronze

- Bill Roycroft
Vielseitigkeit, Einzel: 16. Platz
Vielseitigkeit, Mannschaft: Bronze

- Denis Pigott
Vielseitigkeit, Einzel: 20. Platz
Vielseitigkeit, Mannschaft: Bronze

### Ringen
- Gordon Smith
Bantamgewicht, Freistil: in der 2. Runde ausgeschieden

- Zsigmond Kelevitz
Leichtgewicht, Freistil: in der 4. Runde ausgeschieden

- Bruce Akers
Weltergewicht, Freistil: in der 2. Runde ausgeschieden

### Rudern
- Edward Hale
Einer: 8. Platz

- Ian Luxford
Zweier ohne Steuermann: Viertelfinale

- Chris Shinners
Zweier ohne Steuermann: Viertelfinale

- Islay Lee
Achter: 5. Platz

- Ian Clubb
Achter: 5. Platz

- Tim Conrad
Achter: 5. Platz

- Robert Paver
Achter: 5. Platz

- Gary Uebergang
Achter: 5. Platz

- Athol MacDonald
Achter: 5. Platz

- Peter Shakespear
Achter: 5. Platz

- Brian Richardson
Achter: 5. Platz

- Stuart Carter
Achter: 5. Platz

- Malcolm Shaw (Ersatz)
Achter: 5. Platz

### Schießen
- Alexander Taransky
Schnellfeuerpistole: 34. Platz

- Norman Harrison
Freie Scheibenpistole: 32. Platz

- John Gillman
Freie Scheibenpistole: 42. Platz

- Donald Brook
Kleinkaliber, Dreistellungskampf: 50. Platz
Kleinkaliber, liegend: 41. Platz

- Don Gowland
Kleinkaliber, liegend: 51. Platz

- Peter Wray
Trap: 25. Platz

### Schwimmen
- Neil Rogers
100 Meter Freistil: Vorläufe
100 Meter Schmetterling: 8. Platz
4 × 100 Meter Lagen: 6. Platz

- Peter Coughlan
100 Meter Freistil: Vorläufe
4 × 200 Meter Freistil: Vorläufe
4 × 100 Meter Lagen: 6. Platz

- Graham Windeatt
200 Meter Freistil: Vorläufe
400 Meter Freistil: Vorläufe
4 × 200 Meter Freistil: Vorläufe

- Mark Kerry
200 Meter Freistil: Vorläufe
100 Meter Rücken: 7. Platz
200 Meter Rücken: 5. Platz

- Peter Dawson
200 Meter Freistil: Vorläufe
400 Meter Lagen: Vorläufe
4 × 200 Meter Freistil: Vorläufe

- Stephen Holland
400 Meter Freistil: 5. Platz
1500 Meter Freistil: Bronze

- Max Metzker
400 Meter Freistil: Vorläufe
1500 Meter Freistil: 6. Platz

- Paul Nash
1500 Meter Freistil: Vorläufe

- Mark Tonelli
100 Meter Rücken: 8. Platz
200 Meter Rücken: 4. Platz
4 × 200 Meter Freistil: Vorläufe

- Glenn Patching
100 Meter Rücken: Halbfinale
100 Meter Freistil: Vorläufe

- Paul Jarvie
100 Meter Brust: Halbfinale
200 Meter Brust: Vorläufe
4 × 100 Meter Lagen: 6. Platz

- Ross Seymoure
100 Meter Schmetterling: Vorläufe
200 Meter Schmetterling: Vorläufe

- Jeff van de Graaf
200 Meter Schmetterling: Vorläufe
400 Meter Lagen: Vorläufe

- Jennifer Tate
Frauen, 100 Meter Freistil: Halbfinale
Frauen, 4 × 100 Meter Freistil: Vorläufe
Frauen, 4 × 100 Meter Lagen: 8. Platz

- Drue Le Guier
Frauen, 100 Meter Freistil: Vorläufe
Frauen, 4 × 100 Meter Freistil: Vorläufe

- Lesleigh Harvey
Frauen, 100 Meter Freistil: Vorläufe
Frauen, 200 Meter Freistil: Vorläufe
Frauen, 4 × 100 Meter Freistil: Vorläufe

- Sonya Gray
Frauen, 200 Meter Freistil: Vorläufe

- Michelle Ford
Frauen, 200 Meter Freistil: Vorläufe
Frauen, 200 Meter Schmetterling: Vorläufe

- Rosemary Milgate
Frauen, 400 Meter Freistil: Vorläufe
Frauen, 800 Meter Freistil: 4. Platz

- Tracey Wickham
Frauen, 400 Meter Freistil: Vorläufe
Frauen, 800 Meter Freistil: Vorläufe
Frauen, 4 × 100 Meter Freistil: Vorläufe

- Jenny Turrall
Frauen, 400 Meter Freistil: Vorläufe
Frauen, 800 Meter Freistil: 8. Platz

- Michelle de Vries
Frauen, 100 Meter Rücken: Halbfinale
Frauen, 200 Meter Rücken: Vorläufe
Frauen, 4 × 100 Meter Lagen: 8. Platz

- Glenda Robertson
Frauen, 100 Meter Rücken: Halbfinale
Frauen, 200 Meter Rücken: Vorläufe

- Allison Smith
Frauen, 100 Meter Brust: Vorläufe
Frauen, 200 Meter Brust: Vorläufe
Frauen, 400 Meter Lagen: Vorläufe

- Judith Hudson
Frauen, 200 Meter Brust: Vorläufe
Frauen, 200 Meter Schmetterling: Vorläufe
Frauen, 400 Meter Lagen: Vorläufe
Frauen, 4 × 100 Meter Lagen: 8. Platz

- Linda Hanel
Frauen, 100 Meter Schmetterling: Halbfinale
Frauen, 200 Meter Schmetterling: Vorläufe
Frauen, 4 × 100 Meter Lagen: 8. Platz

- Nira Stove
Frauen, 100 Meter Schmetterling: Vorläufe

- Lyle Smith
Frauen, 100 Meter Schmetterling: Vorläufe

### Segeln
- John Bertrand
Finn-Dinghy: Bronze

- Ian Brown
470er-Klasse: Bronze

- Ian Ruff
470er-Klasse: Bronze

- James Byrne
Tempest: 10. Platz

- Jörn Hellner
Tempest: 10. Platz

- Brian Lewis
Tornado: 4. Platz

- Warren Rock
Tornado: 4. Platz

- David Forbes
Soling: 11. Platz

- Denis O’Neil
Soling: 11. Platz

- John Anderson
Soling: 11. Platz

- Mark Bethwaite
Flying Dutchman: 9. Platz

- Timothy Alexander
Flying Dutchman: 9. Platz

### Turnen
- Peter Lloyd
Einzelmehrkampf: 81. Platz
Barren: 56. Platz
Bodenturnen: 69. Platz
Pferdsprung: 89. Platz
Reck: 80. Platz
Ringe: 85. Platz
Seitpferd: 60. Platz

- Philip Cheetham
Einzelmehrkampf: 84. Platz
Barren: 74. Platz
Bodenturnen: 87. Platz
Pferdsprung: 82. Platz
Reck: 83. Platz
Ringe: 82. Platz
Seitpferd: 85. Platz

- Wanita Lynch
Einzelmehrkampf: 83. Platz
Bodenturnen: 83. Platz
Pferdsprung: 73. Platz
Schwebebalken: 78. Platz
Stufenbarren: 73. Platz

### Wasserball
- Herrenteam
11. Platz

- Kader
Paul Williams
David Neesham
Ian Mills
Peter Montgomery
Edmond Brooks
Andrew Kerr
Ross Langdon
Charles Turner
David Woods
Randall Goff
Rodney Woods

### Wasserspringen
- Donald Wagstaff
Kunstspringen: 9. Platz
Turmspringen: 15. Platz

- Steve Foley
Kunstspringen: 21. Platz
Turmspringen: 24. Platz

- Madeleine Barnett
Kunstspringen: 15. Platz
Turmspringen: 18. Platz

- Elizabeth Jack
Kunstspringen: 22. Platz
Turmspringen: 20. Platz